# Les Bonobos
Les Bonobos est une pièce de théâtre écrite par Laurent Baffie, créée en 2011 au théâtre du Palais Royal à Paris.

## Résumé
Alex est aveugle, Dani est sourd et Ben est muet, les trois hommes incarnent à eux trois les 3 singes de la sagesse en humain et cela depuis leur plus tendre enfance.
Afin d'être sûr d'avoir des rapports avec des femmes, les trois hommes se contentaient d'aller voir des prostituées, ce qui était la manière la plus facile pour eux, puisqu'il leur était impossible de séduire de vraies femmes avec leur handicap.
Or, un soir, Alex trouvera que c'est assez, et élabore un plan pour que lui et ses amis puissent enfin aborder des femmes, et cela sans se rendre compte qu'ils sont handicapés. À la suite d'un petit stratagème, à l'aide d'un site de rencontre qu'il a lui-même créé, lui, Dani et Ben, vont à tour de rôle dans trois appartements différents rencontrer des filles qui se sont inscrites sur le site : la belle Angélique, la tête en l'air Léa et la flicarde Julie.
Pour que les filles ne se rendent pas compte qu'ils sont handicapés, ils useront de plusieurs stratagèmes qui permettront à Alex de voir, à Dani d'entendre et à Ben de parler, mais malgré ces stratagèmes, rien n'est gagné d'avance.

## Distribution
- Marc Fayet : Alex
- Jean-Noël Brouté : Dani
- Alain Bouzigues ou Laurent Baffie : Ben
- Caroline Anglade : Angélique
- Camille Chamoux : Léa
- Karine Dubernet : Julie